# Résilience (économie)
Pour les articles homonymes, voir Résilience.
La résilience d’une économie ou d’une zone économique est sa capacité à surmonter rapidement des chocs et perturbations économiques.

## Concept
La résilience économique peut se définir approximativement comme la capacité de maintenir la production proche de son potentiel malgré un choc(Duval & Vogel, 2008)
En règle générale, la résilience économique est la capacité de l'économie à résister aux chocs. Cela implique que les agents économiques doivent prévoir le danger avant d'en être affecté. La résilience réside dans la capacité de l'économie à endurer un choc négatif et à rebondir après cela.
Dans le cadre de la guerre économique, la résilience est la capacité d'un pays ou d'une entreprise attaquée par un parti tiers à se restaurer à son état initial et à se réarmer après l'attaque.

## Enjeux

### Niveau d'emploi
La résilience est souvent exprimée dans la capacité d'une économie nationale à limiter la destruction d'emplois (et donc la montée du chômage) en période de crise et après la crise, ainsi que sa capacité à recréer des emplois rapidement après la récession.

### Soutenabilité internationale
Selon Jean-François Jaudon,après avoir étudié la transition économique dans les pays de l'Est, la lutte contre la corruption et la transparence tendent à augmenter la résilience économique d'un pays.En effet, les pays du groupe de Visegrád, c'est-à-dire la Tchécoslovaquie, la Pologne et la Hongrie, ont été plus résilients après la chute du mur de Berlin que la Russie, ces pays ayant lutté plus intensément contre la corruption.
La résilience bioéconomique d'un pays, concept inventé également par Jean-François Jaudon, est sa capacité à réagir face aux enjeux écologiques et économiques mondiaux.Ce concept constitue une nouvelle grille de lecture du développement.
Celui-ci est basé sur la combinaison de l'éthique dans les affaires économiques et de la pression exercée par l'économie sur la biosphère, considérée comme un bien public mondial.
La capacité de résilience bioéconomique (ou par simplification, la résilience bioéconomique) a pour conditions premières :
- le sauvetage de l'environnement mesuré par l'empreinte écologique
- la lutte contre la corruption mesurée par l' indice de perception de la corruption

Cet indicateur hybride a un défaut : il ne tient pas compte de la biocapacité de chaque pays.
Un classement des pays selon leur résilience bioéconomique a été créé comme suit:
Rang Résilience bioéconomique = Rang Empreinte écologique + Rang Indice de perception de la corruption.Attention , le rang Empreinte écologique est issu d'un classement de la plus petite empreinte écologique à la plus grande empreinte écologique, ce qui n'est pas le classement classique.
Le pays ayant la meilleure résilience bioéconomique est le Bhoutan.
Un nouveau concept inventé par Jean-François Jaudon : la résilience socioéconomique.Elle est basée sur la capacité d'un pays à lutter contre les inégalités sociales et à réagir face aux chocs économiques.
Cette résilience socioéconomique se définit par deux conditions :
- la lutte contre la corruption mesurée par l' indice de perception de la corruption
- la lutte contre les inégalités sociales par le coefficient de Gini

Jean-François Jaudon parle de résilience globale d'un pays en considérant trois conditions :
- la lutte contre la corruption mesurée par l' indice de perception de la corruption
- la lutte contre les inégalités sociales par le coefficient de Gini
- le sauvetage de l'environnement mesuré par l'empreinte écologique